# Cónclave de 1667
El cónclave papal de 1667 fue llevado a cabo para elegir al sucesor del difunto Papa Alejandro VII, dando lugar a la elección del cardenal Giulio Rospigliosi, que tomó el nombre de Clemente IX.

## Las divisiones entre los cardenales
El papa Alejandro VII murió el 22 de mayo de 1667 a la edad de 68 años. Al momento de su muerte, había 70 cardenales en el Colegio cardenalicio, pero dos de ellos murieron durante la sede vacante, y otros se encontraban ausentes, dejando el número de participantes en 64.
61 cardenales entraron en el cónclave el 2 de junio. En los siguientes ocho días se les unieron tres cardenales más.
El Colegio cardenalicio se dividió en varias facciones. La más fuerte de ellas era el partido de Flavio Chigi, el cardenal nepote de Alejandro VII, que agrupaba 24 de los electores. Otra persona influyente era el decano del Colegio, Francesco Barberini, quién fue líder del grupo de los cardenales creados por su tío Urbano VIII. Debido a la pequeña posibilidad, pero importante, de utilizar el derecho de exclusión fueron las facciones de los llamados "Cardenales de la Corona", de España y Francia. Representaban los intereses de Carlos II de España y Luis XIV de Francia, respectivamente. 

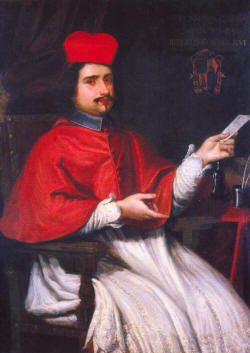
Cardenal Flavio Chigi.

La parte francesa se encargó de trabajar para la elección de Secretario de Estado Giulio Rospigliosi. Ellos pensaron que Rospigliosi, como exnuncio en Madrid, también sería bueno para los intereses de España.
A diferencia de Francia, España tenía sus intereses colocados en las manos del incompetente embajador Marquis Astorga. Se alió con el cardenal Chigi, aunque inicialmente el cardenal Barberini trató de obtener apoyo español para su propia candidatura.
Varios cardenales, en particular las creados por Inocencio X, se alinearon. Algunos de ellos, llamados escuadrón de vuelo, formaron un grupo que no se vincularía con cardenales nepotes, ni con los reyes de reinos católicos.
Inicialmente Flavio Chigi, con el apoyo de la parte española, propuso la elección del cardenal Scipione d'Elci, pero no pudo obtener para él la mayoría necesaria de los dos tercios. Mientras tanto el cardenal Retz, y sus dos colegas italianos d'Este y Grimaldi, realizaron sugerencias al líder del partido español, Ernst Adalbert von Harrach, la designación de Rospigliosi. El cardenal secretario de Estado fue visto en España como un amigo, por lo que no fue tarea difícil convencer a Von Harrach de votar por él y romper la alianza con Chigi. El cardenal Chigi se enfureció por ello, no siendo capaz de contrarrestar los efectos de esta nueva alianza, "decisiva" por las dos grandes potencias católicas.

## La elección de Rospigliosi
El 20 de junio de 1667, el cardenal Giulio Rospigliosi fue elegido para el papado, recibiendo todos los votos, a excepción del de Rospigliosi y el de Corsini, quién votó por Flavio Chigi. Aceptó su elección y tomó el nombre de Clemente IX. Seis días después fue coronado solemnemente en la escalinata de la basílica vaticana por el cardenal protodiácono Rinaldo d'Este.

## Sitios Externos
- La Triple Corona: Una cuenta de los cónclaves papales por Valérie Pirie
- Lista de participantes en el cónclave papal de 1667 (por Salvador Miranda)
- Sede Vacante, 1667

- Datos: Q3297284